# The One (Bruxelles)
Pour les articles homonymes, voir The One.
The One est un complexe immobilier à usage mixte, situé dans le quartier européen à Bruxelles, et développé par le promoteur belge Atenor. Ce projet est le premier projet concret du nouveau plan d'aménagement urbanistique visant à transformer les alentours de la rue de la Loi.
Il remplace l'ancien hôtel Europa (Crowne Plaza) de style brutaliste datant de 1971 et démoli en 2015.

Hôtel Crowne Plaza Europa aujourd'hui remplacé par The One
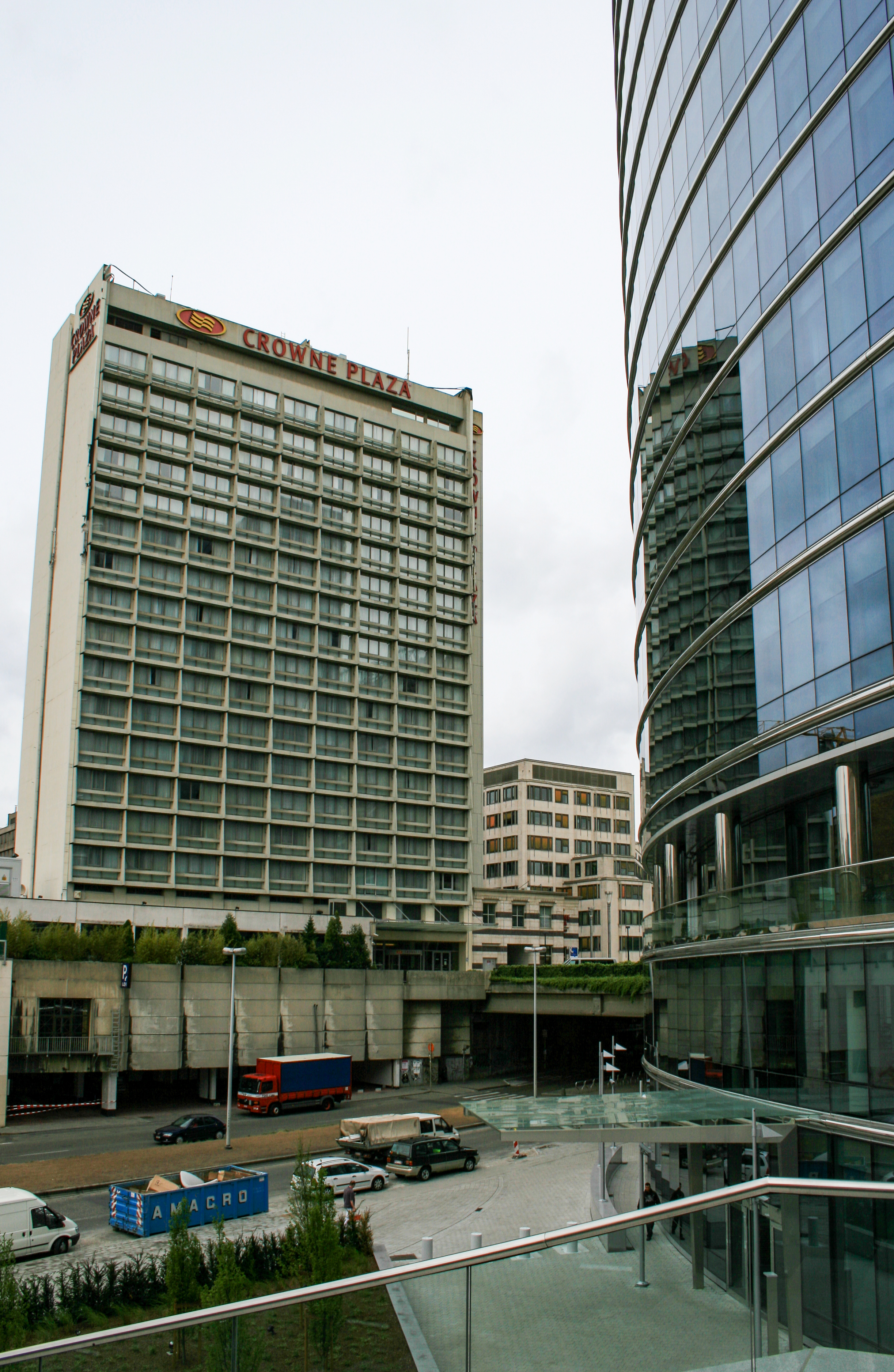
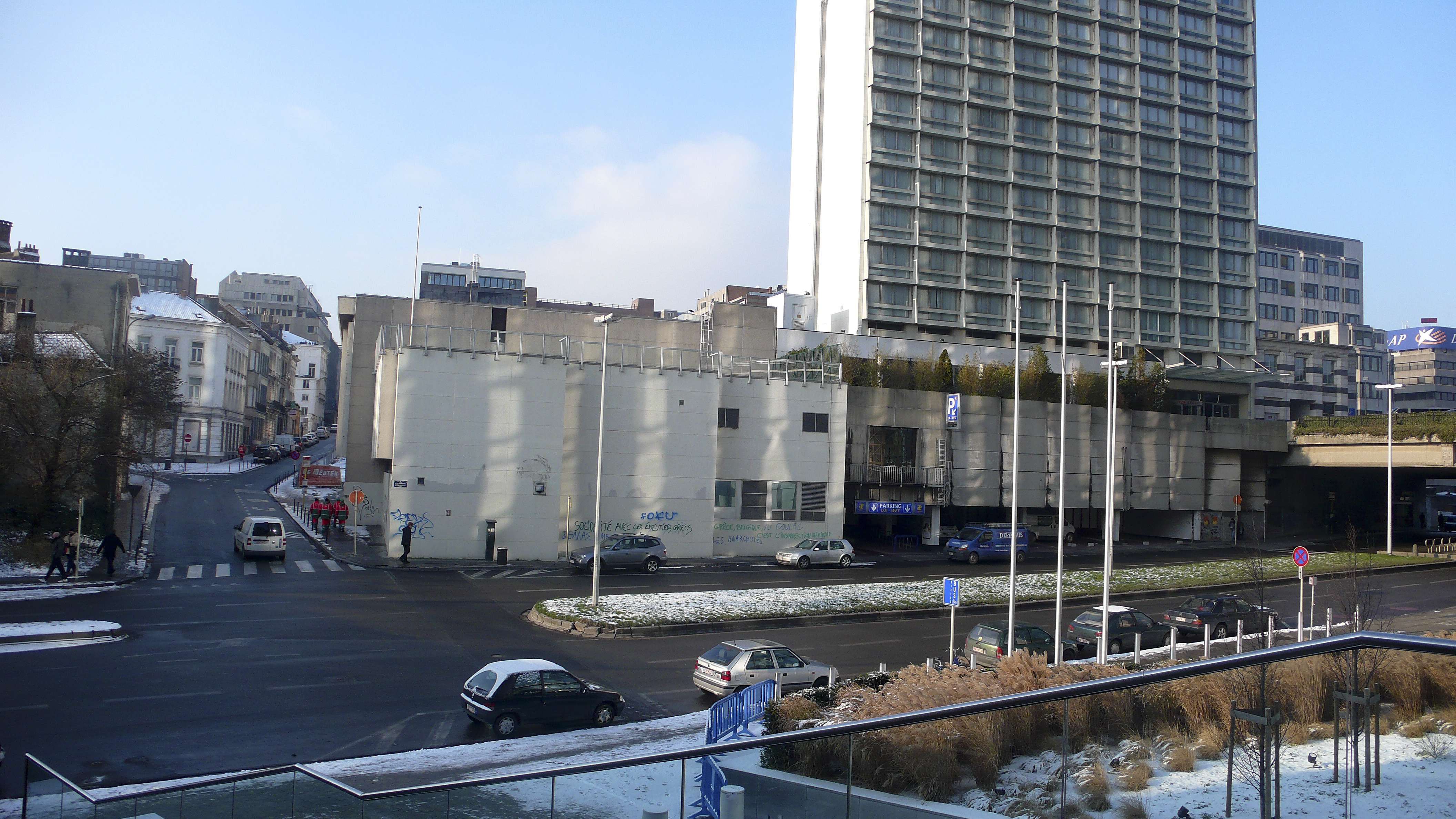

## Architecture
Le bâtiment est composé de bureaux (Office), logements (Residence) et commerces (Retail) chacun ayant sa propre indépendance.

Par exemple, l'accès aux bureaux se fait par la rue de la loi, tandis que les logements ont leur entrée rue Jacques de Lalaing et les commerces chaussée d'Etterbeek. Les circulations (couloirs, ascenseurs...) et les techniques (Ventilation, chauffage...) à l’intérieur de la tour sont également indépendants pour chaque partie. Les plateaux des étages ne correspondent d'ailleurs pas entre les entités.

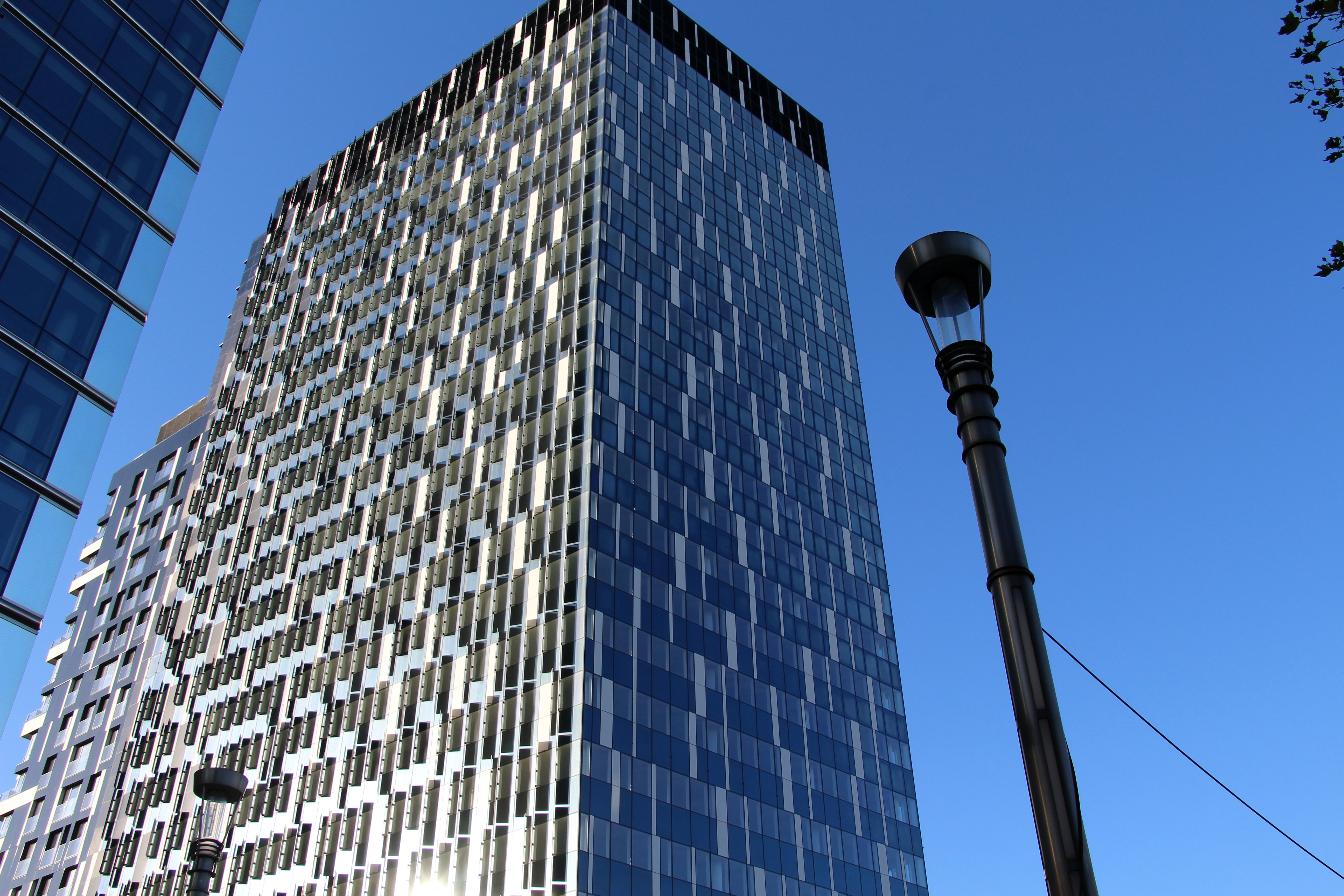
The One du côté de la Rue de la Loi

Le style graphique des façades latérales est similaire à celui du One 57 situé à New York
Ces façades latérales disposent, pour la partie bureaux uniquement, de volets fixes répartis aléatoirement et orientés à 45° qui permettent de laisser passer la lumière du jour tout en filtrant celle du soleil. Ces éléments participent à l'animation graphique du bâtiment qui en fonction du point de vue, changera d'aspect et de couleur.